# Veni, vidi, vici

Julius Caesar, tranh Lionel Royer

Veni, vidi, vici (phát âm tiếng Latinh: [ˈweːniː ˈwiːdiː ˈwiːkiː]; phát âm tiếng Latinh: [ˈvɛni ˈvidi ˈvitʃi]; "Ta đến, Ta thấy, Ta chinh phục") là câu nói được cho là của Julius Caesar, và là một trong những câu nói nổi tiếng nhất kể từ thời cổ đại. Nhiều người xem "Veni, Vidi, Vici", một cụm chỉ với ba từ mà có thể khắc họa tính cách của Caesar, người đã thay đổi dòng lịch sử thế giới Hy-La. Tên riêng của ông đã được dùng như danh từ chung để chỉ một bậc quân vương (kaiser trong tiếng Đức, tsar trong ngôn ngữ Slav, và qayṣar trong các ngôn ngữ thuộc thế giới Hồi giáo).
Theo sử gia La Mã Appian, Caesar đã viết câu này trong một bức thư gửi Nguyên lão Nghị viện La Mã (Viện Nguyên lão La Mã) vào khoảng năm 47 TCN sau chiến thắng thần tốc của ông đánh bại Pharnaces II của Pontus trong trận Zela.
Câu nói này cũng xuất hiện trong một tác phẩm của Plutarch (Plut. Caes. 50). Plutarch thuật lại rằng Caesar "gởi Amantius, một người bạn của ông ở Rome, bản tường thuật chiến tích này". Song, theo Suetonius (Suet. Iul. 37.), "trong cuộc diễu hành mừng chiến thắng, ông cho viết trên một tấm bảng cụm từ ‘Veni, vidi, vici’".

## Bối cảnh

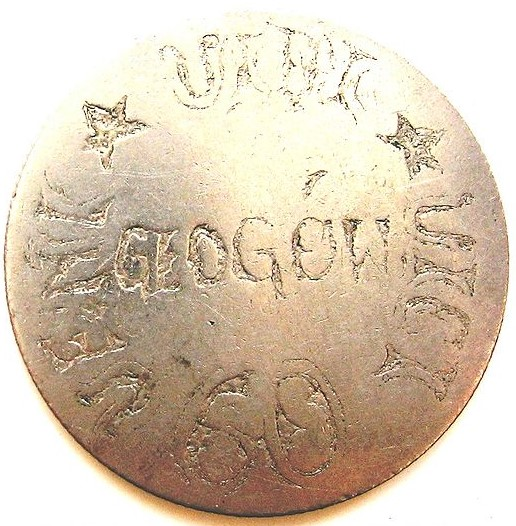
Đồng tiền chạm khắc "Veni, vidi, vici"

Năm 50 TCN, Pompeius lãnh đạo Nguyên lão Nghị viện ra lệnh Caesar giải thể đạo quân của ông và trở về Roma bởi vì ông đã hết nhiệm kỳ thống đốc. Song, Caesar không chịu tuân lệnh. Tháng 1 năm 49 TCN, ông dấy binh vượt sông Rubicon. Pompeius và nhiều nguyên lão chạy xuống phía nam, tuyển mộ binh sĩ. Caesar phá tan quân Pompeius trong trận Pharsalus trên đất Hy Lạp. Pompeius chạy sang Ai Cập thì bị người nước đó giết. Caesar trở lại Roma, nắm quyền lãnh đạo.
Nhân lúc La Mã đang có chính biến, Vua Pharnaces của Pontus, chiếm Colchis và Galatia. Tháng 12 năm 48 TCN, Pharnaces đánh bại quân La Mã trong trận Nicopolis tại Anatolia, và đe dọa cả vùng Tiểu Á. Pharnaces đối xử tàn bạo với tù binh và người dân La Mã trong vùng. Nghe tin Caesar đang tiến quân, Pharnaces vội gửi sứ giả xin cầu hòa, nhưng bị Caesar bác bỏ.
Trận chiến xảy ra tại Zile (nay là một thị trấn phía bắc Thổ Nhĩ Kỳ). Quân Pontus trú đóng gần thị trấn trên đồi, lính của Caesar đào hào tiếp cận và bất ngờ đánh úp. Pharnaces tháo chạy về Vương quốc Bosporan. Đây là thời điểm quyết định trong sự nghiệp quân sự của Caesar. Thuật lại chiến thắng này trong bức thư gởi Amantius ở Rome, Caesar viết, "Veni, vidi, vici".

## Biến thể
Có những biến thể của "Veni, vidi, vici" thường được trích dẫn, cũng được sử dụng trong các lĩnh vực khác nhau như âm nhạc, hội họa, văn chương, và giải trí.
Từ thời Caesar, câu nói này đã được sử dụng trong lãnh vực quân sự, từ vua Jan III của Ba Lan sau trận Vienna vào thế kỷ 17, được đổi thành "Venimus, Vidimus, Deus vicit". (Chúng ta đến, chúng ta thấy, Chúa chinh phục) đến câu nói của Hillary Clinton năm 2011 khi bà nhắc đến cái chết của Muammar Gaddafi, "Chúng ta đến, chúng ta thấy, ông ta chết".
Trải qua nhiều năm, người ta cũng vay mượn cụm từ này cho một số sáng tác nổi tiếng, từ phần mở đầu của vở opera Giulo Cesare của Handel, "Curio, Cesare venne, e vide e vinse" (Curio, Caesar đến, thấy, và chinh phục) đến bài hát tiêu đề cho vở nhạc kịch Mame với câu "You came, you saw, you conquered". Gần đây, câu nói cũng xuất hiện trong các sáng tác của Jay-Z (Encore), The Hives (Veni Vidi Vicious) và trong một số tác phẩm khác. Được nhắc lại nguyên bản "Veni, Vidi, Vici" cũng là tựa đề 1 tác phẩm của nghệ sĩ người Hàn Quốc Zico.
Câu nói cũng được nhắc đến trong các tác phẩm văn học và điện ảnh. Victor Hugo viết bài thơ "Veni, vidi, vici" sau khi cô con gái của ông, Leopoldine, mất năm 1843 ở tuổi 19.